# Mój wujaszek
Mój wujaszek (fr. Mon oncle) – francusko-włoski barwny film komediowy z 1958 roku w reżyserii Jacques’a Tatiego. Zdjęcia kręcono w Saint-Maur-des-Fossés i Créteil (departament Dolina Marny).
W 1958 film stał się oficjalnym francuskim kandydatem do rywalizacji o 31. rozdanie Oscara w kategorii filmu nieanglojęzycznego. Film zdobył nominację a następnie statuetkę Oskara.